# Saint-François-de-l'Île-d'Orléans
Pour les articles homonymes, voir Saint-François-de-Sales, François de Sales et L'Île-d'Orléans.
Saint-François-de-l'Île-d'Orléans est une municipalité du Québec située dans la MRC de l'Île-d'Orléans dans la région administrative de la Capitale-Nationale.

## Histoire

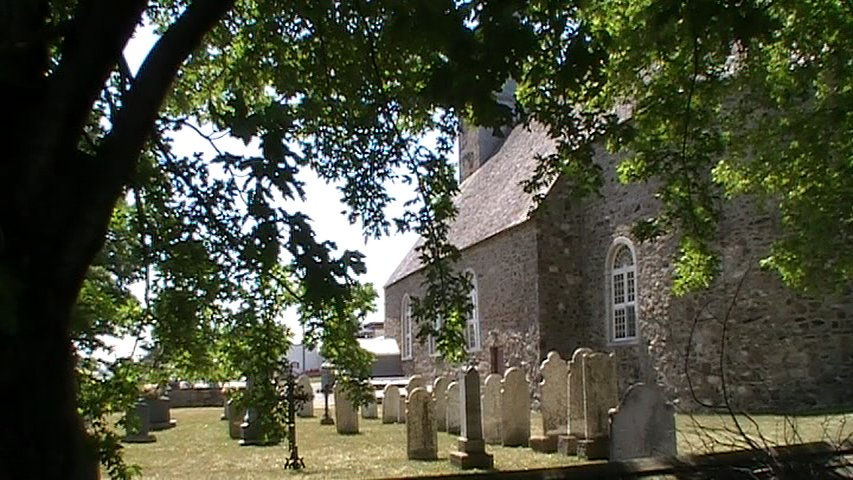
église de Saint-François de l'Île d'Orléans

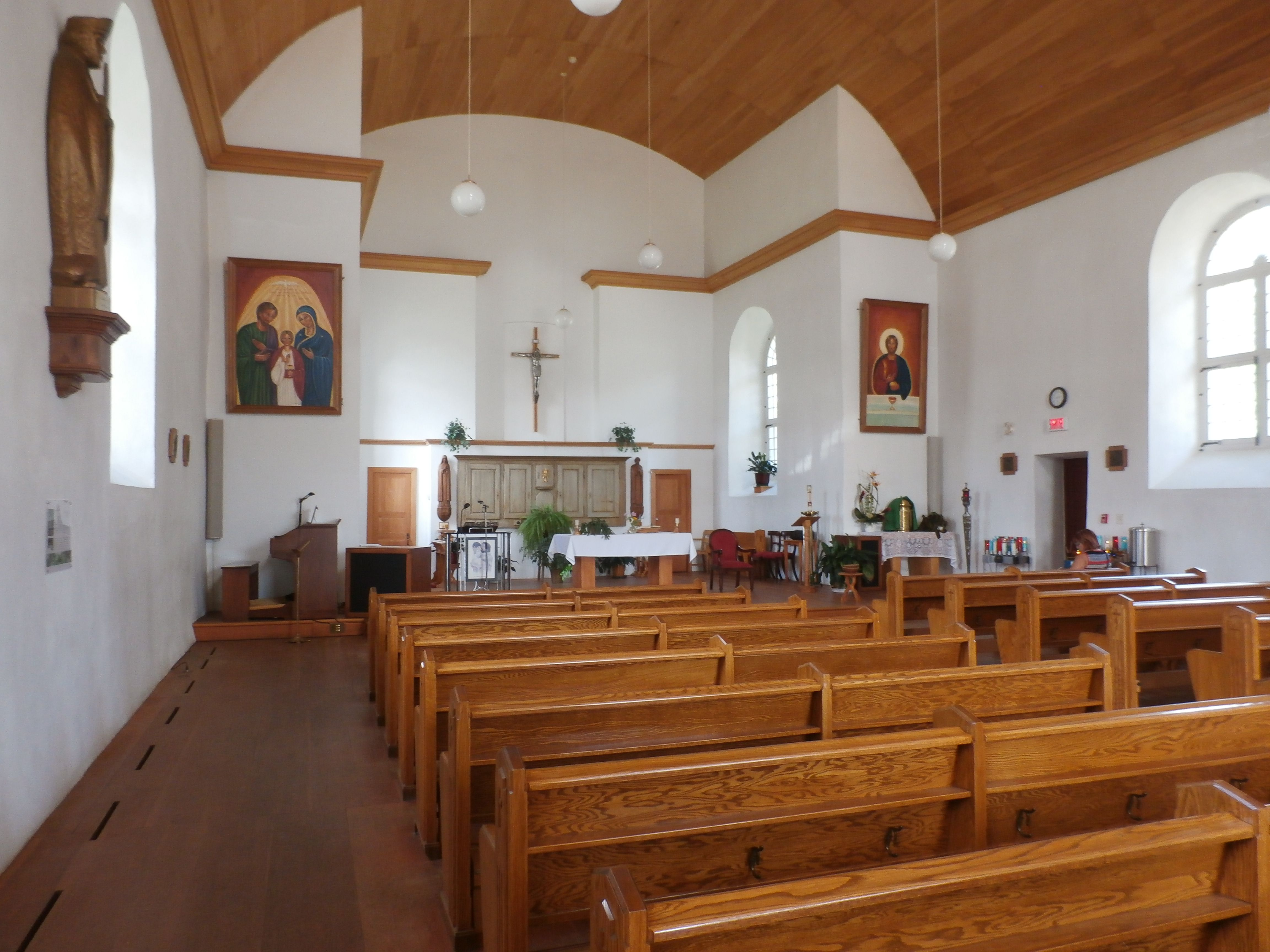
Intérieur de l'église Saint-François-de-l'Île-d'Orléans.

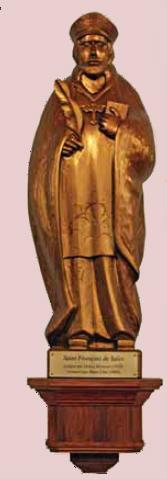
Statue restaurée de Denys Morisset réalisée en 1955

Fondée en 1679, la paroisse a été érigée canoniquement en 1714 sous le vocable de Saint-François-de-Sales.

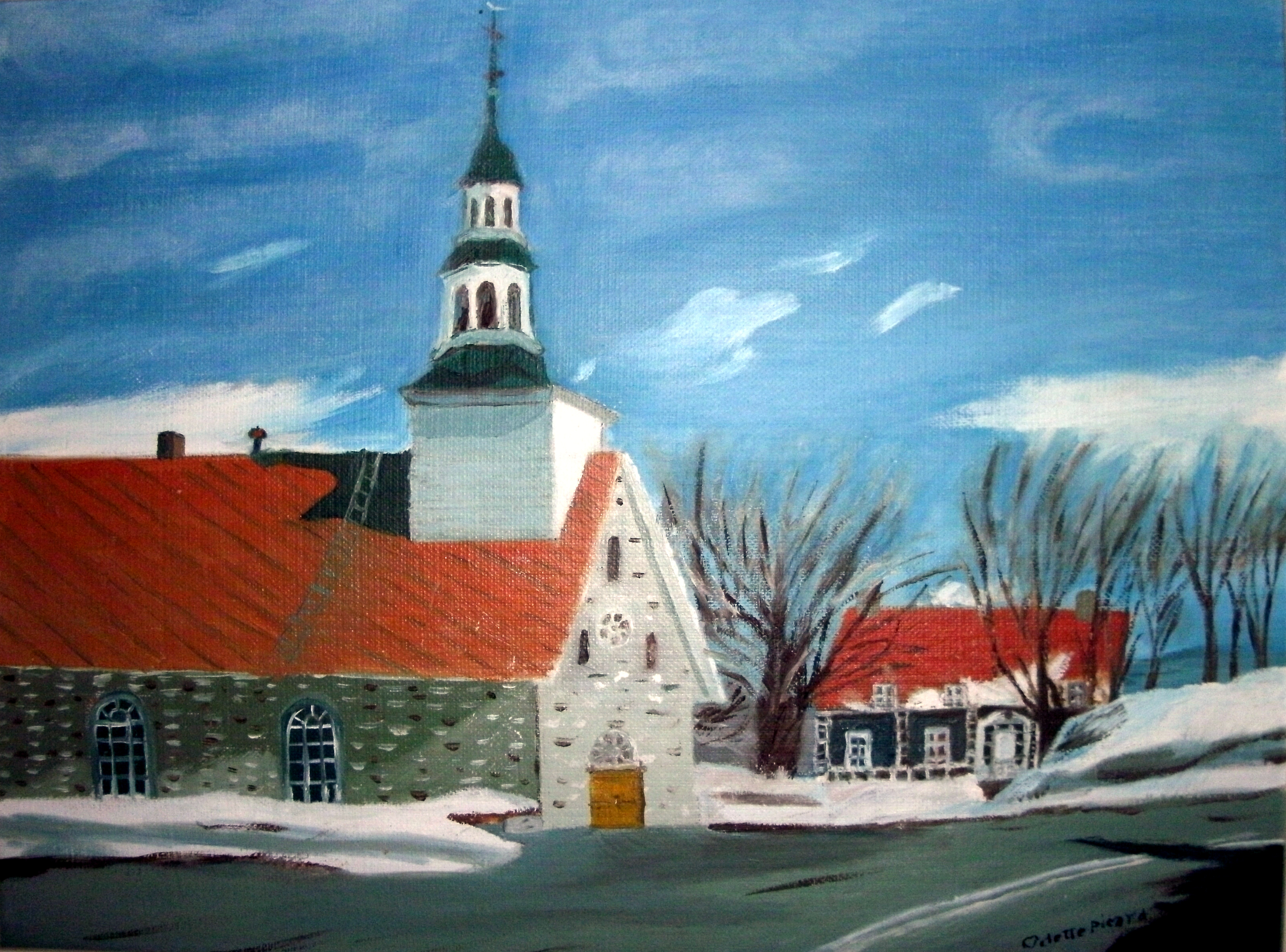
La petite église historique de Saint-François-de-l'Île-d'Orléans juste avant l'incendie de 1988, croquée par Odette Picard artiste-peintre.

 La dénomination retenue célèbre le souvenir de François Berthelot, comte de Jouy et de Saint-Laurent, conseiller de Paris au Parlement et seigneur de l'île d'Orléans (1675) au moment de la création de la paroisse. Elle évoque également la mémoire de saint François de Sales (1567-1622), auteur remarqué de l’Introduction à la vie dévote (1608 et 1619) et du Traité de l'amour de Dieu (1616), canonisé en 1665.
Cette appellation a été transférée telle quelle à la municipalité de paroisse établie en 1855, laquelle n'est exclusivement identifiée que sous le nom abrégé de Saint-François. En 2003, la municipalité de la paroisse de Saint-François devenait la municipalité de Saint-François-de-l'Île-d'Orléans.

## Lieux religieux et municipaux
Avec l'église de Saint-François on se retrouve au cœur de l'histoire du Québec et du Canada. Construite en 1734, elle était toute de pierre. Conquise par l'envahisseur en 1759, et réquisitionnée, elle servit d'hôpital et d'infirmerie aux soldats de Wolfe. Des travaux de restauration en 1988 mettent d'ailleurs au jour un témoignage de l'occupation, un graffiti écrit par David Chapman, artilleur du Neptune, vaisseau de guerre britannique.
En 1988, dans la nuit de mai à juin, un tragique accident d'automobile déclenche un incendie qui ravage l'église, l'une des plus vieilles de l'île. Un bolide lancé sur une route rectiligne n'arrive pas à négocier le tournant vers le nord, devant la façade. L'auto défonce les grandes portes du petit temple, s'enflamme et met le feu au mobilier de l'église qui se transforme bientôt en un brasier incontrôlable. Tout son intérieur est une perte totale, dont les œuvres des frères Levasseur, d'André Paquet, Raphaël Giroux, Léandre Parent et Louis Xavier Leprohon.
On a reconstruit ce témoin du temps en 1992. Il s'agit d'une reconstitution partielle. Seuls le toit, le clocher et l'intérieur ont été refaits. Après l'incendie, les murs de près d'un mètre d'épaisseur, en pierre des champs, étaient restés debout et à peu près intacts. On a donc reconstruit en conservant ces murs. L'intérieur actuel a misé sur la simplicité, le dépouillement et la nudité de l'architecture et de l'aménagement. Comme plusieurs églises du tournant du troisième millénaire réaménagées ou reconstruites (vg: L'Ange-Gardien, Notre-Dame-des-Laurentides), on a viré le dos à la représentation saint-sulpicienne plus lourde, en conservant toutefois quelques rares tableaux et statues de cette époque antérieure, plus démonstrative. Une des trois statues des niches de la façade, sculptées en 1955 par Denys Morisset, a pu être restaurée par Marc Côté et réinstallée dans l'église.
Église et école servaient autrefois aussi de lieux de rassemblement pour discuter, régler et proclamer des arrangements et des lois d'intérêt civil et social. On passait à l'école pour élire les édiles. On faisait la criée sur le parvis de l'église, après la messe du dimanche, pour proclamer des nouveaux règlements locaux d'intérêts publics, d'où l'importance de garder la mémoire de ces bâtiments. La vieille école a été longtemps conservée dans sa forme primitive. Cédée récemment aux acquéreurs, on en a fait un centre d'artisanat où l'on offre cuisine et gâteries diverses du pays.

## Géographie
Le territoire de la municipalité, sis à l'extrémité est, couvre 16 % de la superficie de l'île d'Orléans, à l'est de Sainte-Famille et de Saint-Jean-de-l'Île-d'Orléans, île qui fait quelque 32 kilomètres de longueur et 8 dans sa largeur maximale. Félix Leclerc, dans sa chanson Le tour de l'île dit prosaïquement : « 42 miles de choses tranquilles... Cela comprend l'aller-retour ».

## Démographie
| 1996 | 2001 | 2006 | 2011 | 2016 | 2021 |
| ---- | ---- | ---- | ---- | ---- | ---- |
| 484  | 489  | 573  | 527  | 527  | 536  |

## Administration
Les élections municipales se font en bloc pour le maire et les six conseillers.
| Saint-François-de-l'Île-d'Orléans Maires depuis 2001                                                                 |             |         |          |
| Élection | Maire       | Qualité | Résultat |
| 2001 | Yoland Dion |         | Voir     |
| 2005 | Yoland Dion | Voir    |          |
| 2009 | Lina Labbé  |         | Voir     |
| 2013 | Lina Labbé  | Voir    |          |
| 2017 | Lina Labbé  | Voir    |          |
| 2021 | Lina Labbé  | Voir    |          |
| Élection partielle en italique Depuis 2005, les élections sont simultanées dans toutes les municipalités québécoises |             |         |          |